# Abraham Iris
Le monoplan parasol Abraham Iris était un biplace de tourisme en tandem français construit dans les années 1930.

## Iris I
Ancien pilote réceptionnaire des Ateliers d’Aviation Louis Breguet, Edmond Abraham était devenu en 1930 pilote à la Compagnie Transafricaine quand il entreprit de construire un biplace en tandem de tourisme de sa conception. C’est donc sur ses heures de loisir qu’il réalisa un monoplan parasol à structure métallique entoilée et moteur Hispano-Suiza 6Pa de 100 ch qu’il baptisa Iris I. Doté d’une aile en flèche à 5° et d’ailes à extrémités arrondies, il ressemblait à un Morane-Saulnier d’école.

## AS-2 Iris II
Un an après son premier vol l’Iris I fut modifié : train à large voie et roues indépendantes, moteur Renault de 95 ch en ligne. Devenu Iris II il fut immatriculé [F-ALHH]. Il totalisait 650 heures à la veille de la guerre et avait changé deux fois de propriétaire. En 1954 on le retrouve à Avignon-Châteaublanc avec une immatriculation CNRA, [F-PBFV].